# حيرام إم. هيلر جونيور
حيرام إم. هيلر جونيور (بالإنجليزية: Hiram M. Hiller, Jr.)‏ هو طبيب وعالم إنسان أمريكي، ولد في 8 مارس 1867 في ميزوري في الولايات المتحدة، وتوفي في 8 أغسطس 1921 في مقاطعة ديلاوير في الولايات المتحدة.